# Balders hage, Stockholm
Balders hage är en park i Lärkstaden på Östermalm i Stockholms innerstad. Parken var en del i den stadsplan för en ny villastad i området kring Lärkstaden som framlades 1902 av arkitekten Per-Olof Hallman. Hallman var påverkad av den österrikiske arkitekten Camillo Sittes idéer om ett konstnärligt stadsbyggande. Bebyggelsen skulle anpassas till terrängens formationer och skalan var mindre än traditionellt, med lugna gator, terrasser, små torg och parker. Parken namngavs 1925.
Balders hage lades ut mellan Friggagatan och den lägre framsprängda Verdandigatan och Östermalmsgatan. I väster utgör parken Tyrgatans grönområde. Parken fick, i likhet med flera av gatorna i området, namn efter den nordiska gudasagan. Parken är kuperad och på flera ställen sticker urberget fram. En promenadväg sträcker sig genom parken utmed sluttningen mot Östermalmsgatan. I parkens västra och östra ändar förbinds Verdandigatan respektive Östermalmsgatan genom massiva trappor och terrasser i huggen granit. Insprängt i berget under Balders hage med ingång från Verdandigatan finns ett av Stockholms allmänna skyddsrum som har plats för 180 personer.

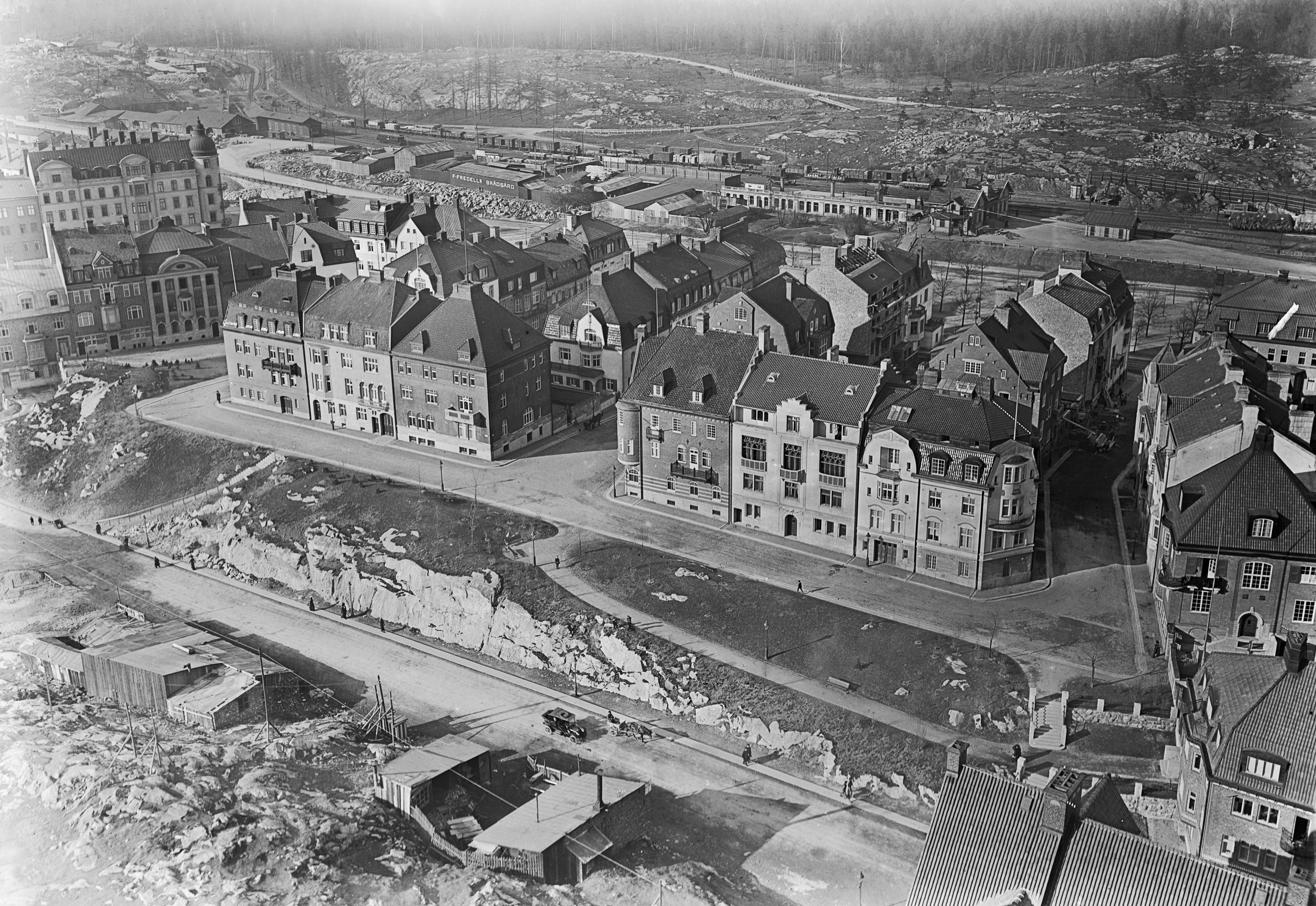
Kvarteren Sånglärkan och Trädlärkan sett från Engelbrektskyrkans torn omkring 1911. Till vänster skymtar Tofslärkan och till höger Piplärkan och framför syns Balders hage under anläggandet. Fotograf: Axel Swinhufvud.

## Bilder

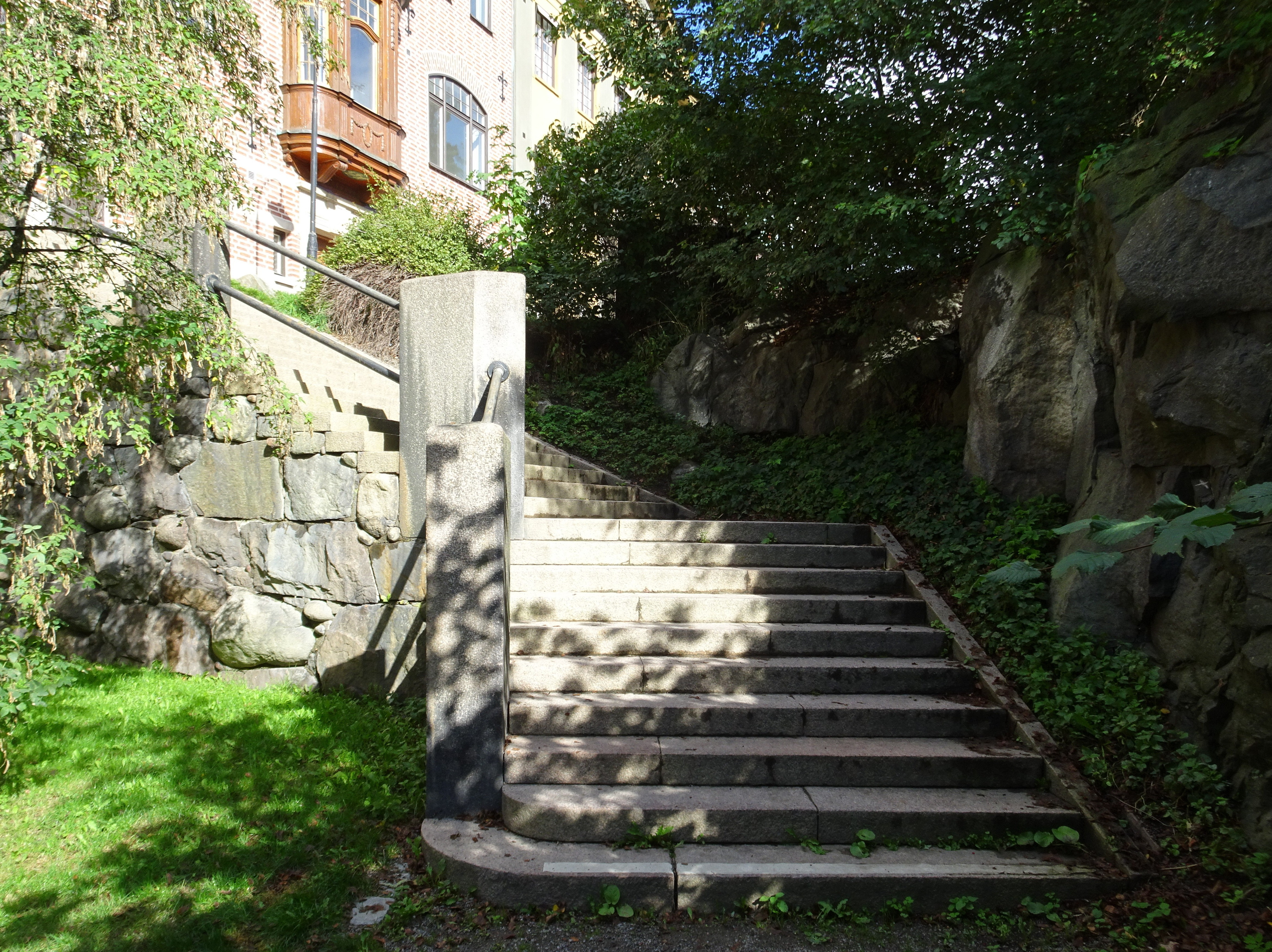
Västra trappan.
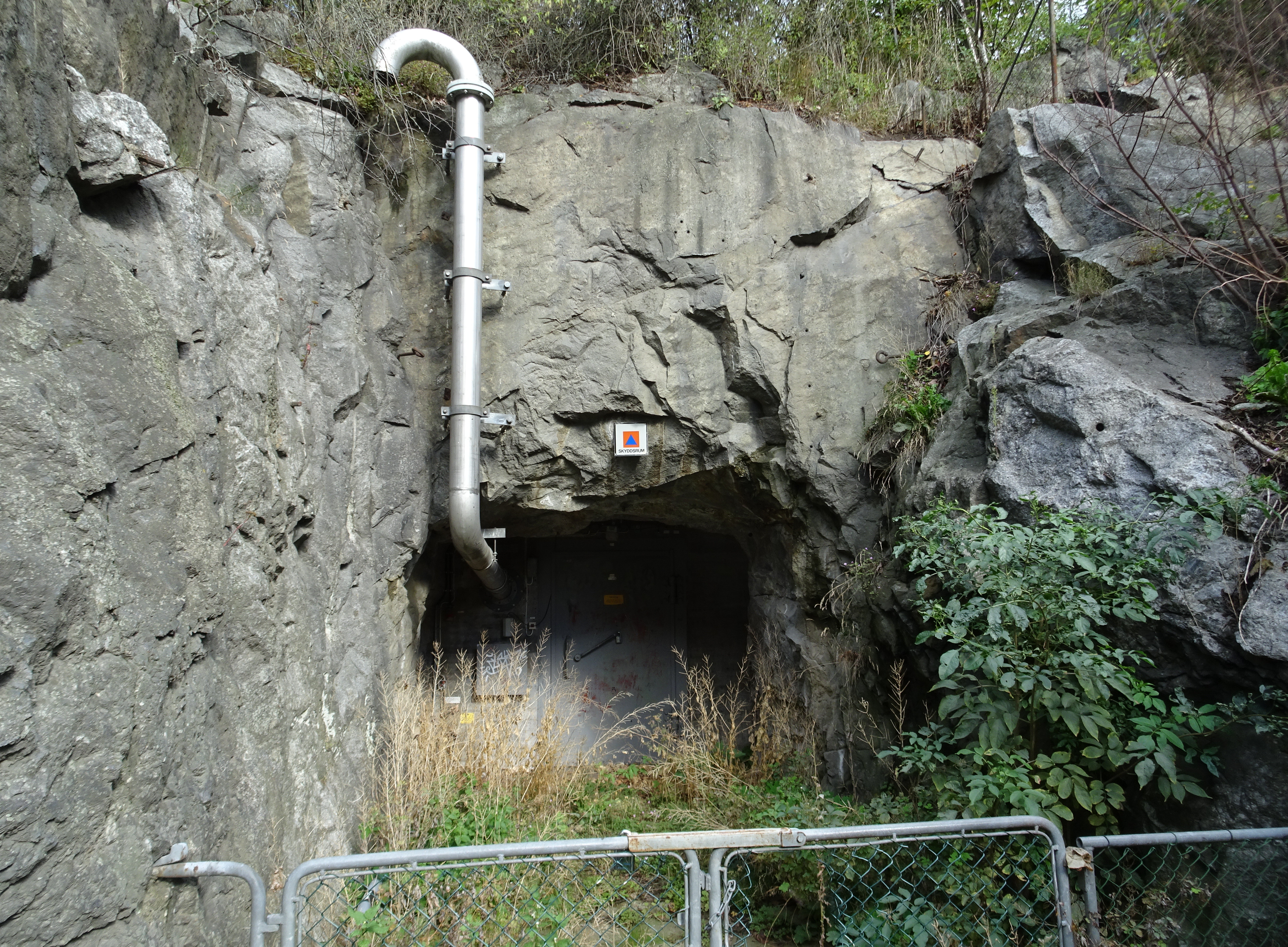
Skyddsrummet.
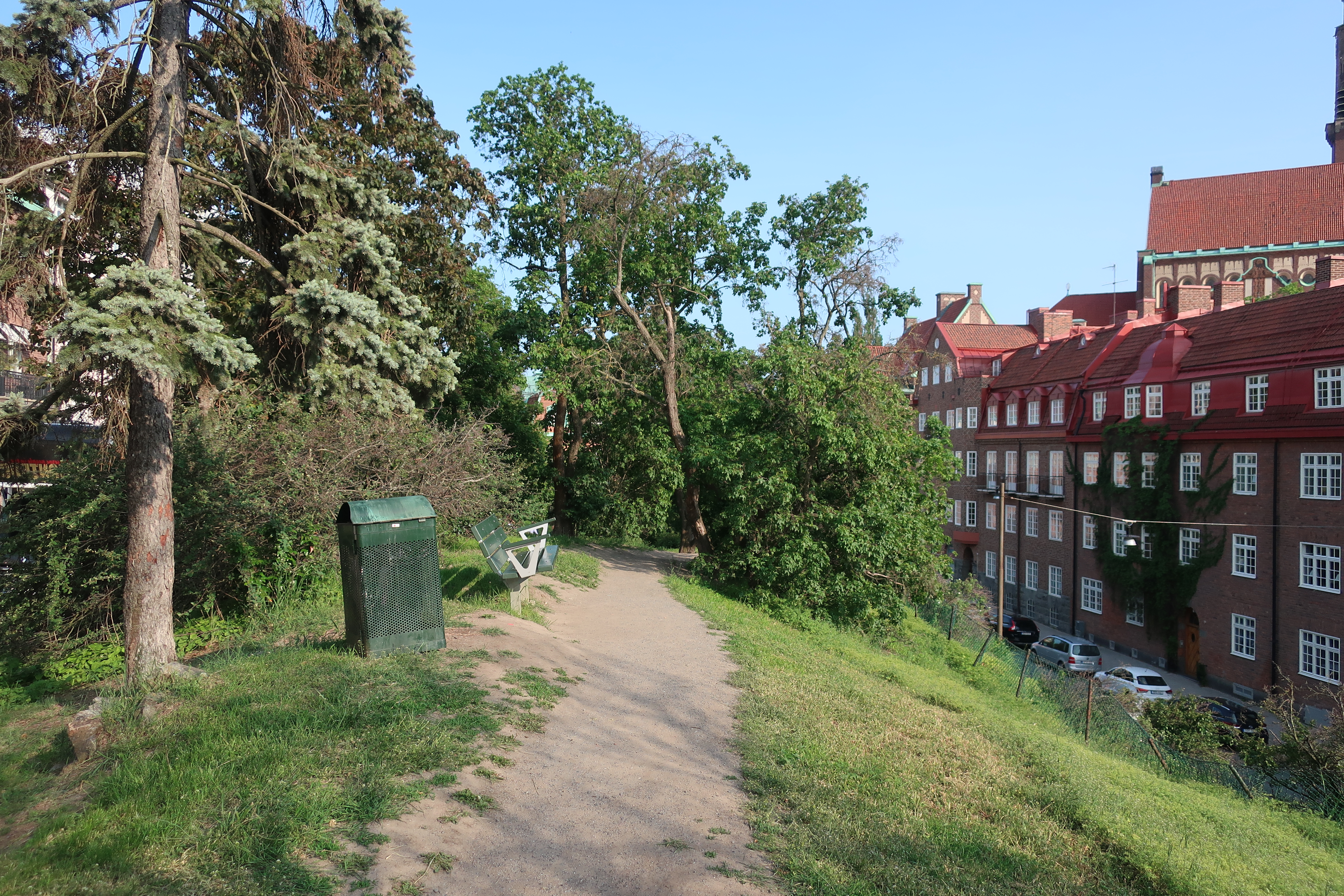
Parkens promenadväg österut.
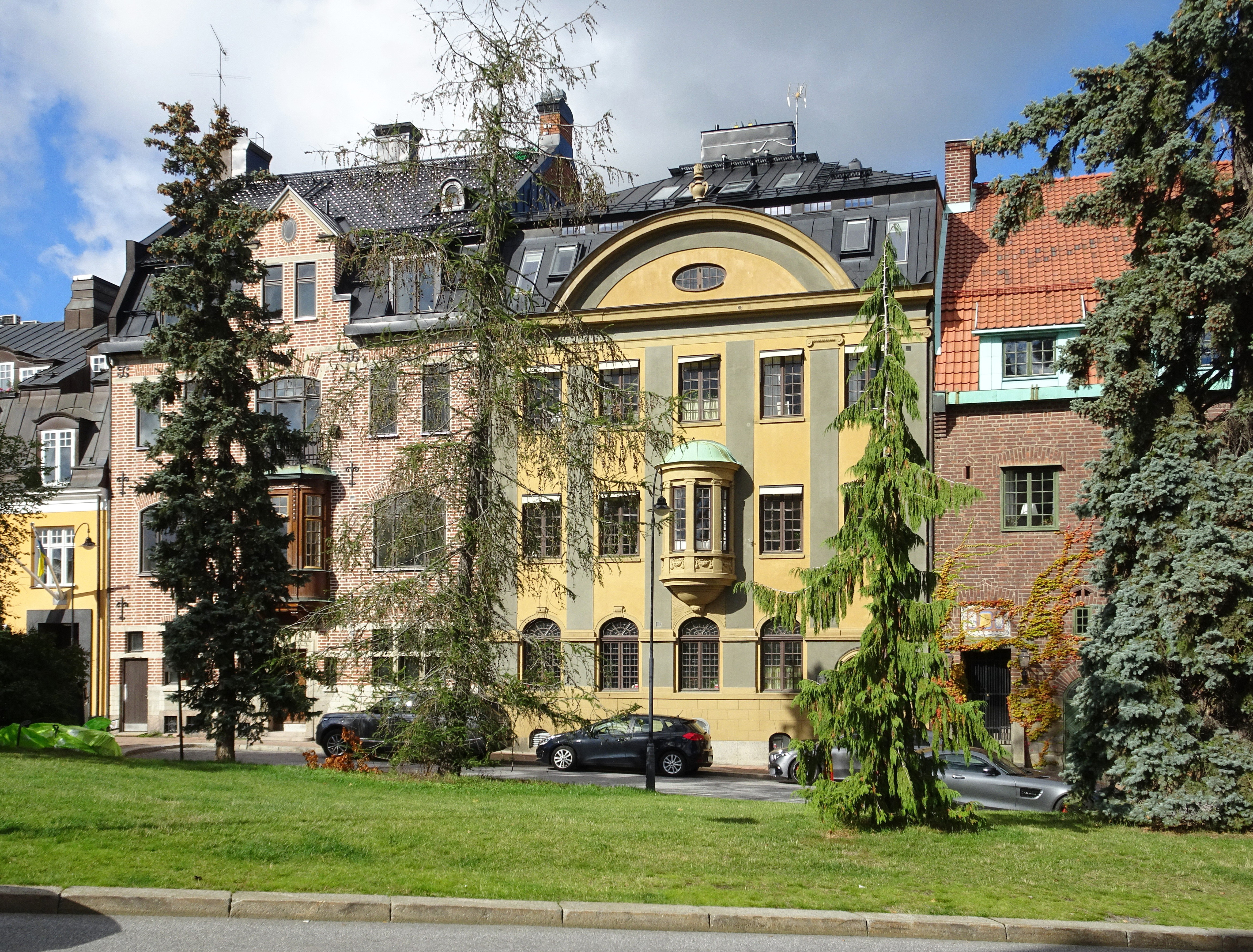
Parken vid Tyrgatan 3-11
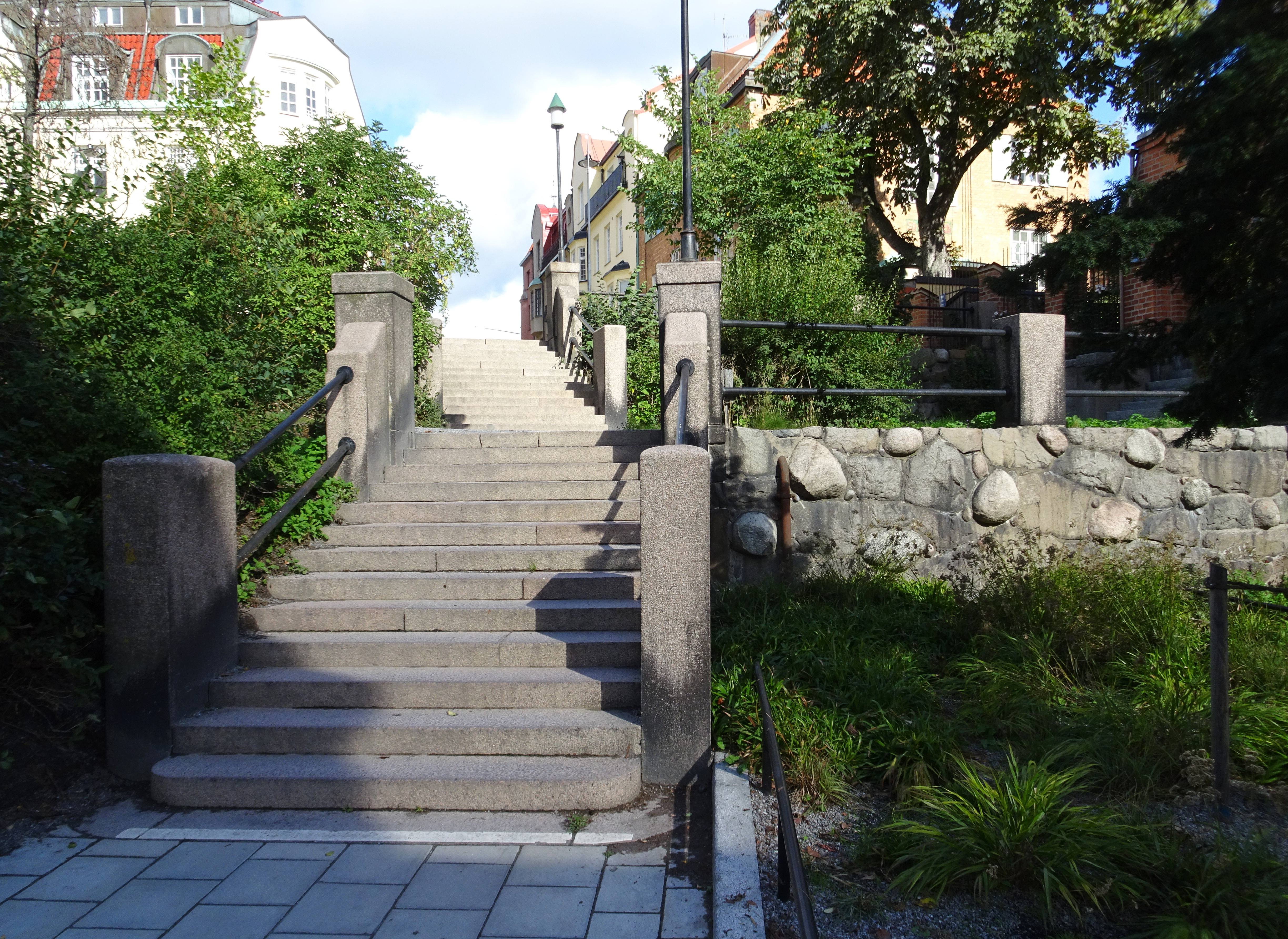
Östra trappan.